# Torstein Raaby
Torstein Raaby (* 6. Oktober 1920 in Dverberg (Andøy); † 23. März 1964 in der Arktis) war ein höchstdekorierter norwegischer Widerstandskämpfer und Abenteurer. Er wurde einer weltweiten Öffentlichkeit bekannt als Teilnehmer der Kon-Tiki-Expedition von 1947.

## Schulbildung
Raaby absolvierte das Lycée Corneille in Rouen, Frankreich, hatte aber auch eine Schule in Deutschland besucht. Er sprach beide Fremdsprachen fließend. In der Schweiz erwarb er ein Ingenieursdiplom.

## Widerstandskämpfer
Raaby war im Zweiten Weltkrieg als Widerstandskämpfer in Norwegen tätig. Ausgerüstet mit einem Koffersender (Paraset) und einer Kamera verbrachte er 10 Monate in einem Versteck in Alta am Kåfjord. Über die Radioempfangsantenne eines deutschen Besatzungsoffiziers sendete er detaillierte Berichte über deutsche Kriegsschiffe, Anlagen und Truppenbewegungen nach England. Sein Einsatz ermöglichte es der britischen Royal Air Force, das Schlachtschiff Tirpitz zu versenken. Einer seiner Codenamen war Pettersen. Im Gedenken an seine Tätigkeit als Widerstandskämpfer ist die Felswand Raabystupet in der Antarktis nach ihm benannt.

## Kon-Tiki-Expedition und Polarfunker
1947 war er auf der Kon-Tiki als Expeditionsfunker dabei. Danach lebte er eine Weile im Norden Norwegens, bis er – wieder als Funker – auf die Bäreninsel zog. Von 1959 bis 1961 war er Stationsleiter der Funkstelle auf der arktischen Insel Jan Mayen.

## Tod
Er starb 1964 an einem Herzinfarkt während einer gescheiterten Expedition, die den Nordpol auf Skiern erreichen wollte. Sein Leichnam wurde heimgeflogen und in seiner Heimat beigesetzt.

## Auszeichnungen
Raaby ist Träger der höchsten norwegischen Auszeichnung, Kriegskreuz mit Schwert, der britischen Auszeichnungen DSO und King’s Medal und des französischen Croix de guerre.